# Soltauer Salzmuseum

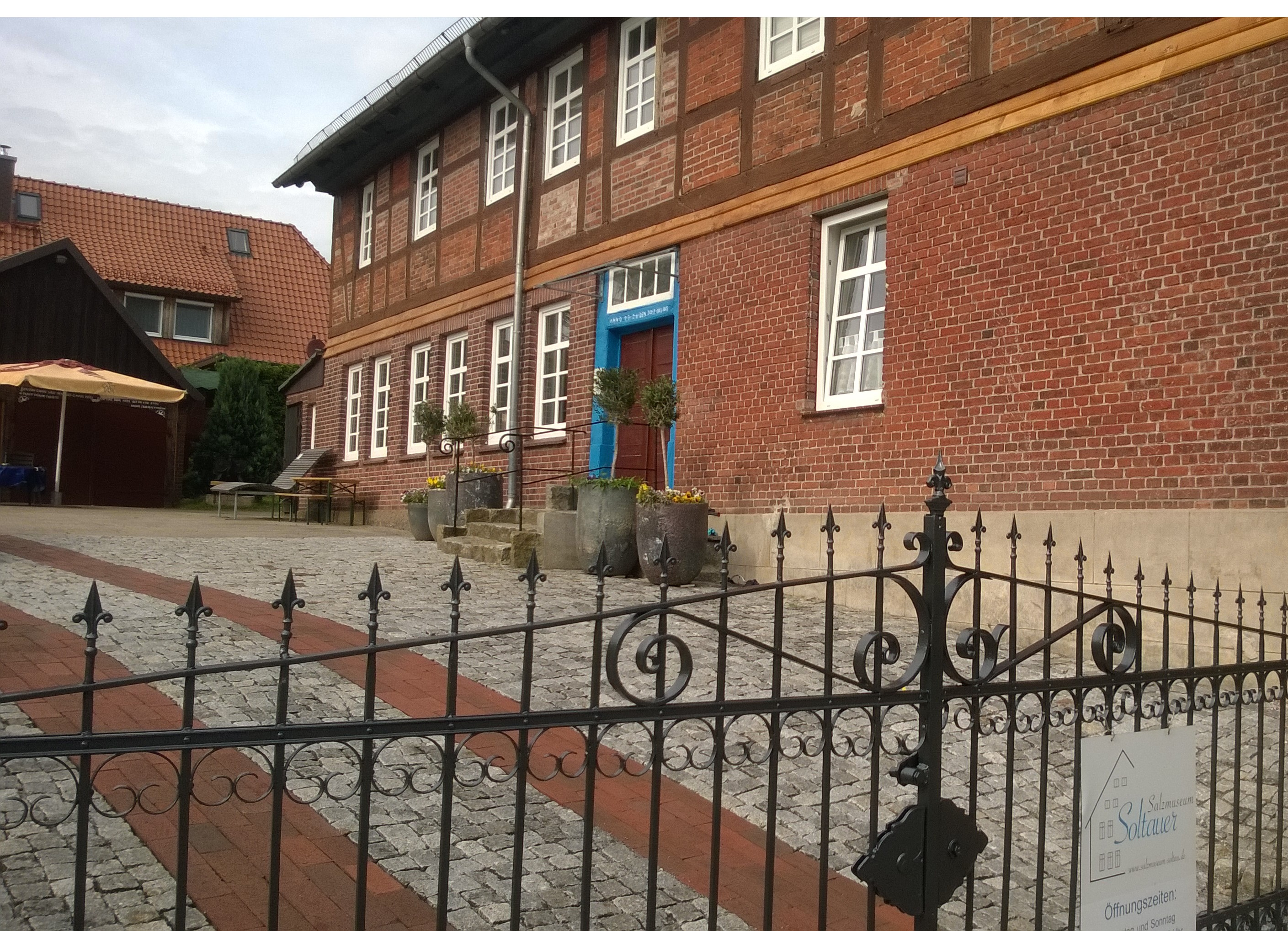
Soltauer Salzmuseum, Bahnhofstraße 6

Das Soltauer Salzmuseum befasst sich mit der Geschichte der menschlichen Nutzung der Salzquelle und des Salzstockes bei Soltau. Es wurde nach Vorarbeit des Soltauer Salzsiedervereins am 30. Mai 2015 eröffnet.

## Salzgewinnung in Soltau
Seit 5000 Jahren nutzen Menschen die Soltauer Salzquelle und siedelten sich in der näheren Umgebung an, wie archäologische Bodenfunde zeigen. Die Soltauer Salzquelle war Namensgeberin für die Stadt Soltau und des Flüsschens Soltau, welches unmittelbar an der Salzquelle vorbeifließt. Bereits im Jahre 936 wurde Soltau erstmals urkundlich erwähnt. König Otto I. der Große schenkte den damaligen Salzhof – curtis salta – an das von ihm im gleichen Jahr gegründete Stift Quedlinburg. Das Wertvolle des Salzhofes war die Salzquelle – deren Salz zur damaligen Zeit zur Konservierung von Tierfellen diente, die zu Pergament weiterverarbeitet wurden. Das Pergament wurde im Stift Quedlinburg zur Anfertigung klösterlicher Schriften und weltlicher Urkunden verwendet. Vermutlich wurde das Soltauer Salz auch in den zahlreichen Soltauer Färbereien und Gerbereien zur Fellkonservierung genutzt.
Vom Mittelalter bis zur frühen Neuzeit war die gewerbliche Herstellung und der Handel mit eigenem Salz den Soltauer Bürgern aufgrund des Lüneburger Salzmonopols verboten.
Im 19. Jahrhundert versuchte Eduard Weinlig, eine Saline in Soltau zu betreiben. Daneben plante er die Errichtung einer Chemiefabrik und die Nutzung der Soltauer Sole zu Badezwecken. Diese Planungen waren durch die obrigkeitliche Verweigerung der Erlaubnis, eine Saline zu errichten, nicht zu realisieren.
Ende der 1980er Jahre realisierte der Soltauer Stadtrat die Idee Eduard Weinligs und errichtete die Soltau Therme. Auch die Idee Eduard Weinligs, in Soltau einen Salinenbetrieb zu unterhalten bzw. Salz zu sieden, wurde durch den Soltauer Salzsiederverein seit 2008 umgesetzt. Seitdem siedet der Soltauer Salzsiederverein aus der Sole, die dem Thermentiefbrunnen entnommen wird, im Siedepfannenverfahren Soltauer Salinensalz.

## Salzmuseum
Neben der Lokalgeschichte wird im Soltauer Salzmuseum die Bedeutung und Nutzung von Salz als Zahlungsmittel, als Konservierungsmittel und als Grundstoff für die chemische Industrie erklärt und erlebbar gemacht. Das Soltauer Salzmuseum beherbergt eine der größten Sammlungen von Salz- und Pfefferstreuern in Form von Sammlerobjekten der Firma Goebel.
Das Museum verfügt neben dem Innenbereich in dem Gebäude Bahnhofstraße 6 auch über einen Außenbereich auf dem gegenüber liegenden Grundstück. Dort hat der Soltauer Salzsiederverein ein Brunnenhäuschen, eine historische Siedehütte und das Gradierwerk einer mittelalterlichen Salzproduktionsanlage nachgebaut. Der gesamte Museumsbereich – sowohl innen als auch außen – ist barrierefrei.